# Maciej Kowalewicz
Maciej Kowalewicz (Olsztyn, 4 de noviembre de 1999) es un deportista polaco que compite en tiro, en la modalidad de rifle. Ganó una medalla de oro en el Campeonato Mundial de Tiro de 2023, en la prueba de rifle 3 posiciones 300 m.

## Palmarés internacional
| Campeonato Mundial | Campeonato Mundial | Campeonato Mundial | Campeonato Mundial       |
| Año                | Lugar              | Medalla            | Prueba                   |
| ------------------ | ------------------ | ------------------ | ------------------------ |
| 2023               | Bakú (Azerbaiyán)  | Medalla de oro     | Rifle 3 posiciones 300 m |